# Даочен
29°02′24″ пн. ш. 100°17′44″ сх. д. / 29.04° пн. ш. 100.29548° сх. д.
Даочен або Дабба (кит. 稻城县, пін. Dàochéng Xiàn, трансліт. Dapba) — один із повітів КНР у складі Гарцзе-Тибетської автономної префектури, провінція Сичуань. Адміністративний центр — містечко Цзіньчжу.

## Географія
Даочен у середньому лежить на висоті близько 3500 метрів над рівнем моря (перепад висот у діапазоні від 1900 до 6032 метрів над рівнем моря) на півдні гір Шалулішань у долині річки Шуйлохе.

### Клімат
Повіт знаходиться у зоні, котра характеризується вологим континентальним кліматом з теплим літом. Найтепліший місяць — липень із середньою температурою 12,7 °C. Найхолодніший місяць — січень, із середньою температурою -4,1 °С.
| Клімат повіту Даочен                               | Клімат повіту Даочен | Клімат повіту Даочен | Клімат повіту Даочен | Клімат повіту Даочен | Клімат повіту Даочен | Клімат повіту Даочен | Клімат повіту Даочен | Клімат повіту Даочен | Клімат повіту Даочен | Клімат повіту Даочен | Клімат повіту Даочен | Клімат повіту Даочен | Клімат повіту Даочен |
| Показник                                           | Січ.                 | Лют.                 | Бер.                 | Квіт.                | Трав.                | Черв.                | Лип.                 | Серп.                | Вер.                 | Жовт.                | Лист.                | Груд.                | Рік                  |
| Середній максимум, °C                              | 6,3                  | 7,8                  | 10,3                 | 13,6                 | 17,4                 | 19,7                 | 18,6                 | 18,2                 | 17,5                 | 14,6                 | 10,6                 | 7,8                  | 13,5                 |
| Середня температура, °C                            | −4,1                 | −1,9                 | 1,5                  | 5,4                  | 9,8                  | 12,7                 | 12,4                 | 11,9                 | 10,7                 | 6,3                  | 0,7                  | −3,2                 | 5,2                  |
| Середній мінімум, °C                               | −12,5                | −10                  | −5,7                 | −1,8                 | 2,9                  | 7,2                  | 8,3                  | 7,9                  | 6,2                  | 0,2                  | −6,7                 | −11,4                | −1,3                 |
| Норма опадів, мм                                   | 1.3                  | 2                    | 7.2                  | 14                   | 39.5                 | 116.2                | 193.8                | 162.7                | 97.7                 | 20.2                 | 4.6                  | 0.9                  | 660.1                |
| Вологість повітря, %                               | 37                   | 38                   | 43                   | 47                   | 51                   | 63                   | 74                   | 75                   | 71                   | 60                   | 48                   | 39                   | 54                   |
| -------------------------------------------------- | -------------------- | -------------------- | -------------------- | -------------------- | -------------------- | -------------------- | -------------------- | -------------------- | -------------------- | -------------------- | -------------------- | -------------------- | -------------------- |
| Джерело: Дані метеостанції №56357 (КНР, 1991-2020) |                      |                      |                      |                      |                      |                      |                      |                      |                      |                      |                      |                      |                      |